# Jorge D'Urbano
Jorge D'Urbano (18 de junio de 1917, Buenos Aires- 28 de septiembre de 1988, Buenos Aires) fue un musicólogo argentino, uno de los decanos de la crítica musical clásica en Argentina cuyo lema fue "Un crítico que no opina es un contrasentido". También fue secretario de la Cámara Argentina del Libro.

## Trayectoria
Cursó estudios en la Facultad de Filosofía y Letras y en el Conservatorio Nacional de Música. 
En 1956 el dictador Pedro Eugenio Aramburu lo designó como interventor del Teatro Colón cuando era uno de los críticos musicales de mayor prestigio, colaborador, entre otras publicaciones, de Buenos Aires Musical, y vinculado con todas las sociedades musicales privadas que organizaban conciertos. Con la idea de recuperar el prestigio internacional que había tenido el Teatro, buscaba la excelencia en los cuerpos estables utilizando como modelo a Juan José Castro, un exdirector del Teatro y una de las figuras fundamentales de la música argentina del siglo XX que había regresado del exilio. La designación de D´Urbano fue parte de una política del gobierno militar de designar en los principales centros de cultura y educación a intelectuales y artistas que desde 1946, por ser opositores, no habían tenido acceso a las cátedras universitarias, publicaciones y teatros oficiales o se habían exiliado para poder ejercer su profesión en paz. D'Urbano pretendió unilateralmente realizar pruebas de eficiencia a los artistas de la Orquesta Filarmónica y el Ballet, lo que provocó la reacción del sindicato de músicos y la asociación del profesorado orquestal. Se produjo entonces el mayor conflicto de la historia del teatro, causando el cierre del teatro durante 1957.
Se desempeñó como crítico de Clarín, La Vanguardia; Argentina Libre; El Mundo; Claudia; Sur; Revue de la Musique contemporaine y otras. (Ver algunas de sus más importantes críticas:)
Fue secretario general del Círculo de Críticos Musicales de Buenos Aires y director general de Cultura de la Provincia de Buenos Aires y, desde 1963, profesor de la Universidad de Buenos Aires.
En 1966, criticó desde lo musical la flamante ópera de Alberto Ginastera, Bomarzo, basada en la novela de Manuel Mujica Lainez. 
La ópera fue censurada y prohibida por el gobierno militar de Juan Carlos Onganía, lo que motivó un escándalo internacional. Luego, la dictadura usó la crítica de D'Urbano como justificación a la medida ante lo cual el musicólogo respondió indignado.
En 1976, participó como columnista del programa La mujer, conducido por Blackie, por Canal 9 de Buenos Aires.
Viajó a Estados Unidos donde conoció a famosos colegas, como Virgil Thomson.

## Premios y actividad académica
Recibió el Premio Konex de Platino en 1987. Fue nombrado miembro de número de la Academia Nacional de Bellas Artes.

## Libros y trabajos publicados
- Cómo escuchar un concierto, 1955, Ediciones Atlántida, Buenos Aires.[9]
- Cómo formar una discoteca, 1959.
- Panorama de la historia de la música.
- Música en Buenos Aires con prólogo de Virgil Thomson, Editorial Sudamericana 1966.
- Diccionario musical para el aficionado, Editorial Crea, 1976, Buenos Aires.
- "Cómo acercarse a la música", Juan Arturo Brennan, Plaza & Valdés Editores.
- Mozartiana: antología de juicios sobre Mozart y su obra, Mozarteum Argentino, 1960, en colaboración con Ernesto Epstein.(5)

Traducciones
- J. S. Bach, El Músico Poeta, de Albert Schweitzer
- Música en la Civilización Occidental; de Paul Henry Lang